# Entedon aereiscapus
Entedon aereiscapus är en stekelart som först beskrevs av Girault 1927.  Entedon aereiscapus ingår i släktet Entedon och familjen finglanssteklar. Inga underarter finns listade i Catalogue of Life.